# 分布式缓存
在计算机科学中，分布式缓存（英語：distributed cache）是传统单机缓存概念的一个延伸，用于表示能跨越多台服务器，同时具有可扩展性的缓存。分布式缓存主要用于需要存取数据库的大规模网络应用。分布式缓存的思路随着随机存取存储器价格的降低以及网络连接速度的提升变得可行。同时，分布式缓存可以运行于相对数据库服务器更加便宜的Web服务器上。

## 相关软件
- Aerospike（英语：Aerospike (database)）
- Apache Ignite（英语：Apache Ignite）
- Couchbase Server（英语：Couchbase）
- Ehcache（英语：Ehcache）
- GigaSpaces（英语：GigaSpaces）
- GridGain Systems（英语：GridGain Systems）
- Hazelcast（英语：Hazelcast）
- Infinispan（英语：Infinispan）
- Memcached
- Oracle Coherence（英语：Oracle Coherence）
- Riak（英语：Riak）
- Redis
- SafePeak（英语：SafePeak）
- Tarantool
- AppFabric Caching（英语：Velocity (缓存)）、AppFabric（英语：AppFabric）